# Onderscheiding van de Canadese Strijdkrachten
De Onderscheiding van de Canadese Strijdkrachten (Engels: Canadian Forces Decoration) werd in 1951 ingesteld ten behoeve van de strijdkrachten van Canada. Dragers mogen de letters "CD" achter hun naam plaatsen.
Men ontvangt de medaille voor 12 jaar trouwe dienst in de Canadese strijdkrachten. De gouverneur-generaal van Canada, feitelijk opperbevelhebber als vertegenwoordiger van Elizabeth II van het Verenigd Koninkrijk, Koningin van Canada, ontvangt de medaille bij zijn aantreden. De leden van de Britse Koninklijke familie ontvangen de medaille ook wanneer zij korter dan 12 jaar dienst in de Canadese strijdkrachten dienstdeden.